# يان دينيس جونسون
يان دينيس جونسون (بالإنجليزية: Ian Denis Johnson)‏ هو صحفي أمريكي، ولد في 27 يوليو 1962 في مونتريال في كندا.